# Cryptochloa
Cryptochloa es un género de plantas herbáceas perteneciente a la familia de las poáceas. Es originario de la región del Caribe, el Amazonas y los Andes.

## Descripción
Son plantas perennes cespitosas; tallos con muchos nudos, simples, monomorfos o dimorfos; plantas monoicas. Pseudopecíolo corto; lígula membranácea, asimétrica, adnada a la aurícula de la vaina; láminas aplanadas, oblongas a ovadas, asimétricas, basalmente redondeadas. Inflorescencias racemiformes o paniculiformes, generalmente 1–8 surgiendo desde los nudos foliosos más superiores, a veces desde los nudos sin láminas más inferiores, inflorescencia terminal en general estrictamente estaminada, a veces bisexual, inflorescencias axilares usualmente bisexuales, rara vez estrictamente pistiladas; pedúnculos generalmente ocultos en las vainas, raramente exertos en inflorescencias terminales; pedicelos estaminados delgados, pedicelos pistilados engrosados en la punta; espiguillas unisexuales, dorsalmente comprimidas, solitarias o las estaminadas a veces pareadas, con 1 flósculo, espiguillas estaminadas en la base de la inflorescencia en inflorescencias bisexuales, más cortas que las espiguillas pistiladas, glumas ausentes, lema y pálea membranáceas, pálea 2-nervia, lodículas 3, estambres 2 o 3; espiguillas pistiladas en las puntas de las ramas más superiores en inflorescencias bisexuales, fusiformes, desarticulación por encima de las glumas, glumas 2, subiguales o iguales, más largas o tan largas como el flósculo, herbáceas, no largamente persistentes, flósculo dispuesto en y cayendo con un entrenudo de la raquilla alargado y engrosado, lema y pálea endurecidas, brillantes y con manchas cafés en la madurez, lodículas 3, estilo 1, estigmas 2. Fruto una cariopsis; hilo linear, tan largo como la cariopsis; embrión ca 1/6 de la longitud de la cariopsis.

## Taxonomía
El género fue descrito por Jason Richard Swallen y publicado en Annals of the Missouri Botanical Garden 29(4): 317. 1942. La especie tipo es: Cryptochloa variana Swallen
Etimología
Citología
Número de la base del cromosoma, x = 10 y 11. 2n = 20 y 22. Cromosomas "pequeños".

## Especies
- Cryptochloa capillata (Trin.) Soderstr.
- Cryptochloa concinna (Hook.f.) Swallen
- Cryptochloa decumbens Soderstr. & Zuloaga
- Cryptochloa dressleri Soderstr.
- Cryptochloa granulifera Swallen
- Cryptochloa soderstromii Davidse
- Cryptochloa strictiflora (E.Fourn.) Swallen
- Cryptochloa unispiculata Soderstr.
- Cryptochloa variana Swallen[3][4]